# Vital Soares
Vital Henrique Batista Soares (Valença, 13 de novembro de 1874 — Salvador, 19 de abril de 1933) foi um advogado e político brasileiro.
Foi presidente do estado da Bahia e foi eleito Vice-presidente do Brasil na chapa de Júlio Prestes, não tendo porém tomado posse devido à Revolução de 1930. Já eleito, estava na Europa, resolvendo questões de saúde, quando ocorreu o golpe, ficando no Velho Mundo até 1931.